# Josefína z Fürstenbergu-Weitry
Josefína, respektive Marie Josefa Žofie lankraběnka z Fürstenbergu-Weitry (německy Landgräfin Maria Josefa Sophie zu Fürstenberg-Weitra; 21. června 1776 Vídeň – 23. února 1848 Vídeň) byla rakouská šlechtična z rodu Fürstenbergů. Po sňatku s Janem I. z Lichtenštejna se stala kněžnou z Lichtenštejna.

## Život

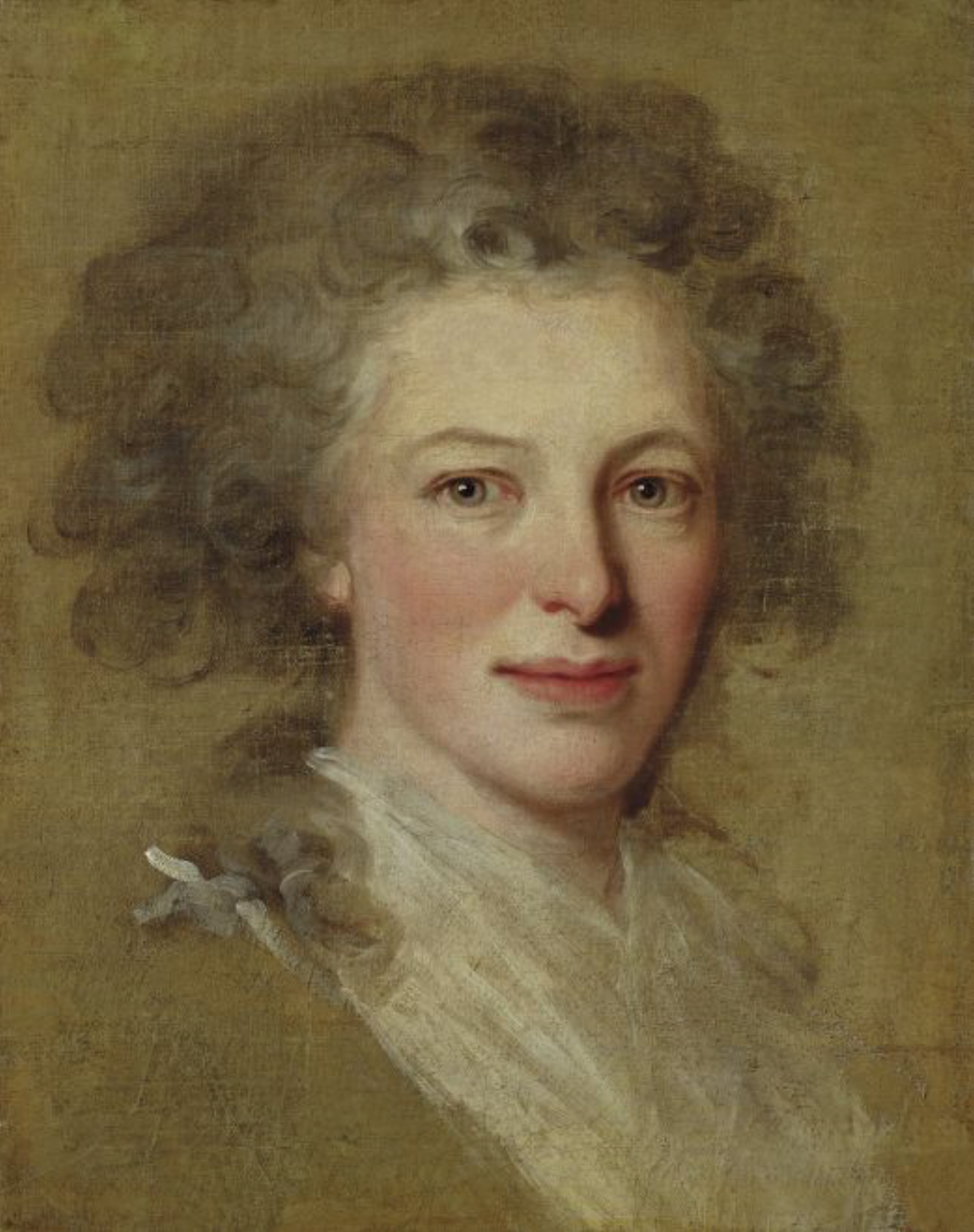
Skica k potrétu kněžny Josefíny od Johanna Baptisty von Lampi

Josefína se narodila ve Vídni jako Marie Josefa Žofie, lankraběnka z Fürstenbergu-Weitry, první dcera Jáchyma Egona lankraběte z Fürstenbergu (1749–1828) a jeho manželky, hraběnky Žofie Marie z Oettingen-Wallersteinu (1751–1835).
Byla podporovatelkou Ludwiga van Beethovena, který jí věnoval svou Klavírní sonátu op. 27 Nr. 1 „Quasi una fantasia“, vydanou tiskem v roce 1801.
Kněžna Josefína zemřela ve Vídni 23. února 1848 a byla pochována po boku svého manžela Jana I. v nové hrobce, kterou nechal vybudovat ve Vranově u Brna.

### Manželství a potomstvo

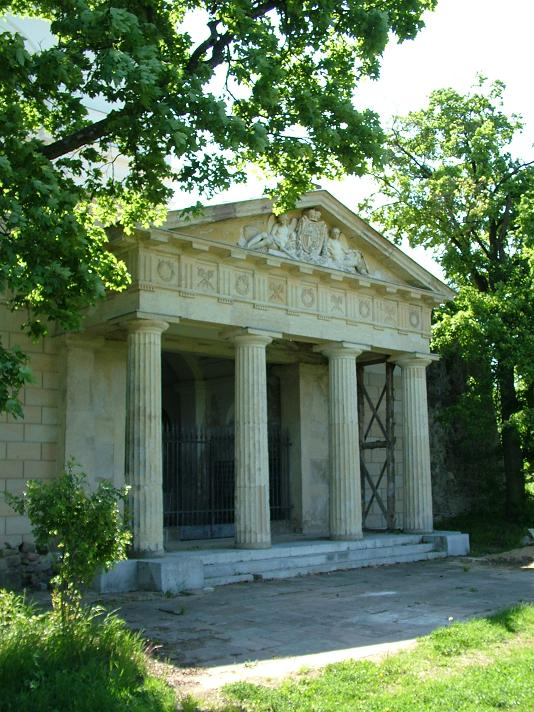
Hrobka Lichtenštejnů ve Vranově

Dne 12. dubna 1792 se ve Vídni provdala za knížete Jana I. z Lichtenštejna (1776–1848). Po sňatku přijala titul kněžny z Lichtenštejna. Společně měli 14 dětí:
| Pořadí | Jméno                                       | Narození        | Úmrtí              | Manžel/ka                                |
| ------ | ------------------------------------------- | --------------- | ------------------ | ---------------------------------------- |
| 1.     | Princezna Leopoldina Marie Josefa           | 1793            | 1808               | ―                                        |
| 2.     | Princezna Karolína                          | 1795            | v kojeneckém věku  | ―                                        |
| 3.     | Alois II. z Lichtenštejna (vládnoucí kníže) | 25. května 1796 | 12. listopadu 1858 | Františka Kinská z Vchynic a Tetova      |
| 4.     | Sofie Marie provd. Esterházyová             | 5. září 1798    | 27. června 1869    | hrabě Vincenc Esterházy                  |
| 5.     | Princezna Marie Josefa                      | 1800            | 1884               | neprovdaná a bezdětná                    |
| 6.     | Princ František de Paula                    | 25. února 1802  | 31. března 1887    | Eva Josefina Julie Potocká               |
| 7.     | Princ Karel Jan Antonín                     | 15. června 1803 | 12. října 1871     | hraběnka Rosalie d'Hemricourt von Grünne |
| 8.     | Princezna Klotylda                          | 1804            | 1807               | ―                                        |
| 9.     | Princezna Henrieta Marie                    | 1806            | 1886               | hrabě Josef Hunyady von Kethély          |
| 10.    | Princ Fridrich Adalbert                     | 1807            | 1885               | Sofie Löwe                               |
| 11.    | Princ Eduard František z Lichtenštejna      | 22. února 1809  | 27. června 1864    | hraběnka Honoria Choloniowa-Choloniewska |
| 12.    | Princ August Ludvík Ignác                   | 1810            | 1884               | důstojník, svobodný                      |
| 13.    | Princezna Ida Leopoldina                    | 1811            | 1884               | Karel kníže Paar                         |
| 14.    | Princ Rudolf                                | 1816            | 1848               | důstojník, svobodný, padl v Itálii       |